# Cyclophiops
Genre
Cyclophiops est un genre de serpents de la famille des Colubridae.

## Répartition
Les espèces de ce genre se rencontrent en Inde, au Japon, au Laos, en République populaire de Chine et au Viêt Nam.

## Description
Dans sa description, Boulenger définit les membres de ce genre comme ayant des dents de taille égale et non rainurées. Leurs yeux sont de taille modérée et présentent une pupille ronde. Leur corps et leur queue sont allongés et cylindriques. Leurs écailles sont lisses et rangées en quinze séries longitudinales.

## Liste des espèces
Selon The Reptile Database (24 sept. 2011) :
- Cyclophiops doriae Boulenger, 1888 (espèce type de ce genre)
- Cyclophiops hamptoni (Boulenger, 1900)
- Cyclophiops herminae (Boettger, 1895)
- Cyclophiops major (Günther, 1858)
- Cyclophiops multicinctus (Roux, 1907)
- Cyclophiops semicarinatus (Hallowell, 1861)

## Publication originale
- Boulenger, 1888 : An account of the Reptilia obtained in Burma, north of Tenasserim, by M. L. Fea, of the Genova Civic Museum. Annali del Museo Civico di Storia Naturale di Genova, ser. 2, vol. 6, p. 593-604 (texte intégral).